# Sphecodes hagensi
Sphecodes hagensi is een vliesvleugelig insect uit de familie Halictidae. De wetenschappelijke naam van de soort is voor het eerst geldig gepubliceerd in 1880 door Ritsema.